# Klaverdikpoot
De klaverdikpoot (Melitta leporina) is een vliesvleugelig insect uit de familie Melittidae. De wetenschappelijke naam van de soort is voor het eerst geldig gepubliceerd in 1799 door Panzer.